# Всекитайські збори народних представників
Всекитайські збори народних представників — найвищий законодавчий орган (парламент) Китайської Народної Республіки, згідно з Конституцією КНР — найвищий орган державної влади країни. До складу зборів входять депутати, обрані від провінцій, автономних районів, міст центрального підпорядкування та збройних сил.
Депутати зборів обираються на термін в 5 років. При надзвичайних обставинах, що роблять неможливим проведення виборів, допускається відстрочення виборів депутатів зборів наступного скликання. Таке рішення набуває сили в разі прийняття більшістю (не менше 2/3 голосів) всіх членів Постійного комітету зборів даного скликання. Термін повноважень депутатів зборів даного скликання в цьому випадку продовжується.
На практиці збори зазвичай затверджують рішення, вже прийняті керівництвом Комуністичної партії, якій належить реальна влада в країні.

## Функції зборів
Основні функції зборів полягають у наступному:
- Внесення змін до Конституції КНР та контроль за її виконанням.
- Прийняття кримінального та цивільного кодексів КНР.
- Прийняття законів про державну структуру та інших основних законів і внесення в них змін.
- Обрання та відставка Голови КНР та його заступника.
- Затвердження та відставка прем'єра Державної ради, його заступників та членів Держради КНР, міністрів, голів державних комітетів, головного ревізора, начальника секретаріату Держради КНР.
- Обрання та відставка голови Центральної військової ради КНР та затвердження всіх інших членів цієї ради.
- Обрання та зміщення голови Верховного народного суду КНР.
- Обрання та зміщення генерального прокурора Верховної народної прокуратури КНР.
- Розгляд і затвердження плану соціально-економічного розвитку КНР і звіту про його виконання.
- Розгляд і затвердження державного бюджету КНР та звіту про його виконання.
- Затвердження створення провінцій, автономних районів і міст центрального підпорядкування.
- Затвердження створення особливих адміністративних районів та їх режиму.
- Вирішення питань війни і миру.
- Зміна або скасування постанов Постійного комітету, які втратили чинність.
- Здійснення інших функцій, які повинен здійснювати вищий орган державної влади.

## Постійний комітет зборів
Постійний комітет здійснює функції найвищого органу державної влади і працює під контролем зборів в період між його сесіями.
До складу комітету входять голова, його заступники, начальник секретаріату та члени комітету, яких обирають збори з-поміж своїх депутатів. Особи, які входять в комітет, не можуть перебувати на службі в державних адміністративних органах, органах суду чи прокуратури.
Постійний комітет зазвичай проводить засідання раз на 2 місяці. Роботою комітету керує голова комітету, який і скликає його засідання.
Голова, заступники голови та начальник секретаріату утворюють раду голови, яка займається важливою поточною роботою комітету.
Голова комітету та його заступники не можуть займати свої посади більш 2 термінів, де один термін триває 5 років.
Комітет, як правило, скликає раз на рік сесію зборів. До початку сесії депутати утворюють делегації по виборчих округах. Перед кожною сесією зборів проводиться підготовче засідання, в ході якого обираються президія та голова секретаріату, приймається порядок сесії. У період роботи сесії проводяться пленарні засідання за участю всіх депутатів зборів і обговорення по групах. Групу зазвичай складають делегації від однієї провінції, автономного району, міста центрального підпорядкування або збройних сил. Президія керує пленарними засіданнями сесії і покладає обов'язки голови засідань по черзі на кількох осіб.
Особи, які входять до складу Державної ради КНР, Центральної військової ради КНР, є головою Верховного народного суду КНР, генеральним прокурором Верховної народної прокуратури КНР, присутні на сесіях зборів без права участі в голосуванні. З дозволу президії сесії на засіданнях також можуть бути присутніми відповідальні особи інших органів і організацій.
За рішенням президії на групові обговорення направляються законопроєкти, представлені в Зборах народних представників його депутатами, Постійним комітетом, спеціальними комісіями зборів, Держрадою КНР, Центральною військовою радою, Верховним народним судом КНР, Верховною народною прокуратурою КНР. Ці законопроєкти також розглядаються спеціальними комісіями зборів, які готують за ним доповіді, які подаються до президії, де після обговорення згаданих доповідей приймається рішення про можливість або неможливість подання законопроєктів безпосередньо на розгляд сесії для їх прийняття.
Голосування за рішенням депутатів може бути таємним або відкритим.
Сесії Зборів народних представників та засідання Постійного комітету проходять в Пекіні, в Будинку народних зборів на площі Тяньаньмень.

### Основні функції Постійного комітету
- Прийняття законів і внесення в них змін (за винятком законів, які повинні прийматися зборами). Внесення часткових змін і доповнень до законів, прийнятих зборами.
- Тлумачення Конституції і законів, контроль за виконанням Конституції.
- Скасування адміністративно-правових актів, постанов і розпоряджень Держради КНР, що суперечать Конституції та законам.
- Скасування законів місцевого значення та рішень органів державної влади провінцій, автономних районів і міст центрального підпорядкування, що суперечать Конституції, законам і адміністративно-правовим актам.
- Здійснення контролю за роботою Держради, Верховного народного суду і Верховної народної прокуратури.
- Затвердження кандидатур міністрів, голів державних комітетів, головного ревізора та начальника секретаріату Держради.
- Затвердження кандидатур заступників голови Центральної військової ради та її членів.
- Призначення та відставка заступників голови та суддів Верховного народного суду КНР, членів судової колегії Верховного народного суду, голови військового суду.
- Призначення та відставка заступників генерального прокурора і прокурорів Верховної народної прокуратури КНР, членів колегії Верховної народної прокуратури та головного прокурора військової прокуратури.
- Затвердження призначень та відставка головних прокурорів народних прокуратур провінцій, автономних районів і міст центрального підпорядкування.
- Винесення рішень про призначення та відкликання повноважних представників в іноземних державах.
- Розгляд і затвердження необхідних часткових поправок до плану соціально-економічного розвитку КНР і державному бюджету в ході їх виконання.
- Винесення рішень про ратифікацію та денонсацію договорів і важливих угод, укладених з іноземними державами.
- Встановлення військових звань, дипломатичних рангів та інших спеціальних звань і рангів.
- Установа державних орденів і нагородження ними, введення державних почесних звань та присвоєння їх.
- Прийняття рішень про помилування.
- Ухвалення рішення про оголошення війни у разі збройного нападу на КНР або, при необхідності, виконання міжнародних договірних зобов'язань про спільну оборону від агресії.
- Прийняття рішення про загальну або часткову мобілізацію в КНР.
- Прийняття рішення про введення воєнного стану у всій країні або в окремих провінціях, автономних районах і містах центрального підпорядкування.
- Виконання інших функцій, покладених на нього зборами.

## Сесії Всекитайських зборів народних представників
- 1-ше скликання Всекитайських зборів народних представників:
  - 1-ша сесія (15-28 вересня 1954)
  - 2-га сесія (5-30 липня 1955)
  - 3-тя сесія (15-30 червня 1956)
  - 4-та сесія (20 червня — 15 липня 1957 року)
  - 5-та сесія (25 січня — 11 лютого 1958)
- 2-ге скликання Всекитайських зборів народних представників:
  - 1-ша сесія (18-28 квітня 1959)
  - 2-га сесія (29 березня — 10 квітня 1960)
  - 3-тя сесія (22 березня — 16 квітень 1962)
  - 4-та сесія (17 листопада — 3 грудня 1963)
- 3-тє скликання Всекитайських зборів народних представників:
  - 1-ша сесія (21 грудня 1964 року — 4 січня 1965)
- 4-те скликання Всекитайських зборів народних представників:
  - 1-ша сесія (13-17 січня 1975)
- 5-те скликання Всекитайських зборів народних представників:
  - 1-ша сесія (26 лютого — 5 березня 1978)
  - 2-га сесія (18 червня — 1 липня 1979)
  - 3-тя сесія (30 серпня — 10 вересень 1980)
  - 4-та сесія (30 листопада — 13 грудня 1981)
  - 5-та сесія (26 листопада — 10 грудня 1982)
- 6-те скликання Всекитайських зборів народних представників:
  - 1-ша сесія (6-21 червня 1983)
  - 2-га сесія (15-31 травня 1984)
  - 3-тя сесія (27 березня — 10 квітень 1985)
  - 4-та сесія (25 березня — 12 квітень 1986)
- 7-ме скликання Всекитайських зборів народних представників (1988)
- 8-ме скликання Всекитайських зборів народних представників (1993)
- 9-те скликання Всекитайських зборів народних представників (1998)
- 10-ме скликання Всекитайських зборів народних представників (2002)
- 11-те скликання Всекитайських зборів народних представників:
  - 1-ша сесія (5-18 березня 2008)
  - 4-та сесія (5-14 березня 2011)
  - 5-та сесія (8-14 березня 2012)